# Becurtovirus
Genre
Espèces de rang inférieur
- Beet curly top Iran virus (BCTIV)

Becurtovirus est un genre de virus de la famille des Geminiviridae, qui compte trois espèces acceptées par l'ICTV, dont le MSV (Beet curly top Iran virus), le virus de l'enroulement de la betterave d'Iran, qui est l'espèce-type. 
Ce sont des virus à ADN simple brin à polarité positive, rattachés au groupe II de la classification Baltimore. Le génome est monopartite circulaire. Les virions, non enveloppés, sont constitués de deux capsides géminées à symétrie icosaédrique. 
Ces virus infectent diverses espèces de plantes (phytovirus), uniquement dans la classe des dicotylédones.

## Étymologie
Le nom générique, « Becurtovirus » dérive du nom de l'espèce-type, Beet curtly top Iran virus, le virus de l'enroulement de la betterave d'Iran.

## Structure
Les virions sont des particules non-enveloppées, jumelées (géminées), dont la capside à symétrie icosaédrique T=1 incomplète contient 22 capsomères pentamères constitués de 110 protéines de capside (CP). Chaque particule géminée contient une seule molécule d'ADN simple brin circulaire.

## Génome
Le génome, monopartite, est constitué d'une molécule d'ADN à simple brin (ADNsb), de polarité positive, d'environ 3,0 kb. L'extrémité 3' n'a pas de queue poly (A). Il existe des régions codantes dans les deux sens du brin d'ADN, sens du virion (positif) et sens complémentaire (négatif).
Ce génome code cinq protéines : dans le sens positif, une protéine de mouvement (MP), une protéine de capside CP et une protéine V2 ; dans le sens complémentaire, deux protéines associées à la réplication, Rep et RepA. 
Les protéines sont exprimées à partir d'ARN sous-génomiques (ARNsg).

## Transmission
Les virus du genre Becurtovirus sont transmis par des cicadelles du genre Circulifer (famille des Cicadellidae). On a démontré que l'espèce Circulifer haematoceps  transmet le virus à la betterave sucrière dans des  conditions de culture en serre.
Une étude iranienne de 2014 a montré que le virus BCTIV (Beet curly top Iran virus) était transmissible par les graines chez le Pétunia.

## Liste d'espèces
Selon NCBI (4 février 2021) :
- Beet curly top Iran virus (BCTIV)
- Exomis microphylla latent virus (EmLV)
- Spinach curly top Arizona virus (SCTAV)